# 1891 en arts plastiques
| Années des arts plastiques : 1888 - 1889 - 1890 - 1891 - 1892 - 1893 - 1894    |
| Décennies des arts plastiques : 1860 - 1870 - 1880 - 1890 - 1900 - 1910 - 1920 |

Cette page concerne l'année 1891 en arts plastiques.

## Événements
- 7 février - 13 mars : ouverture à Bruxelles du huitième Salon des XX.

## Œuvres

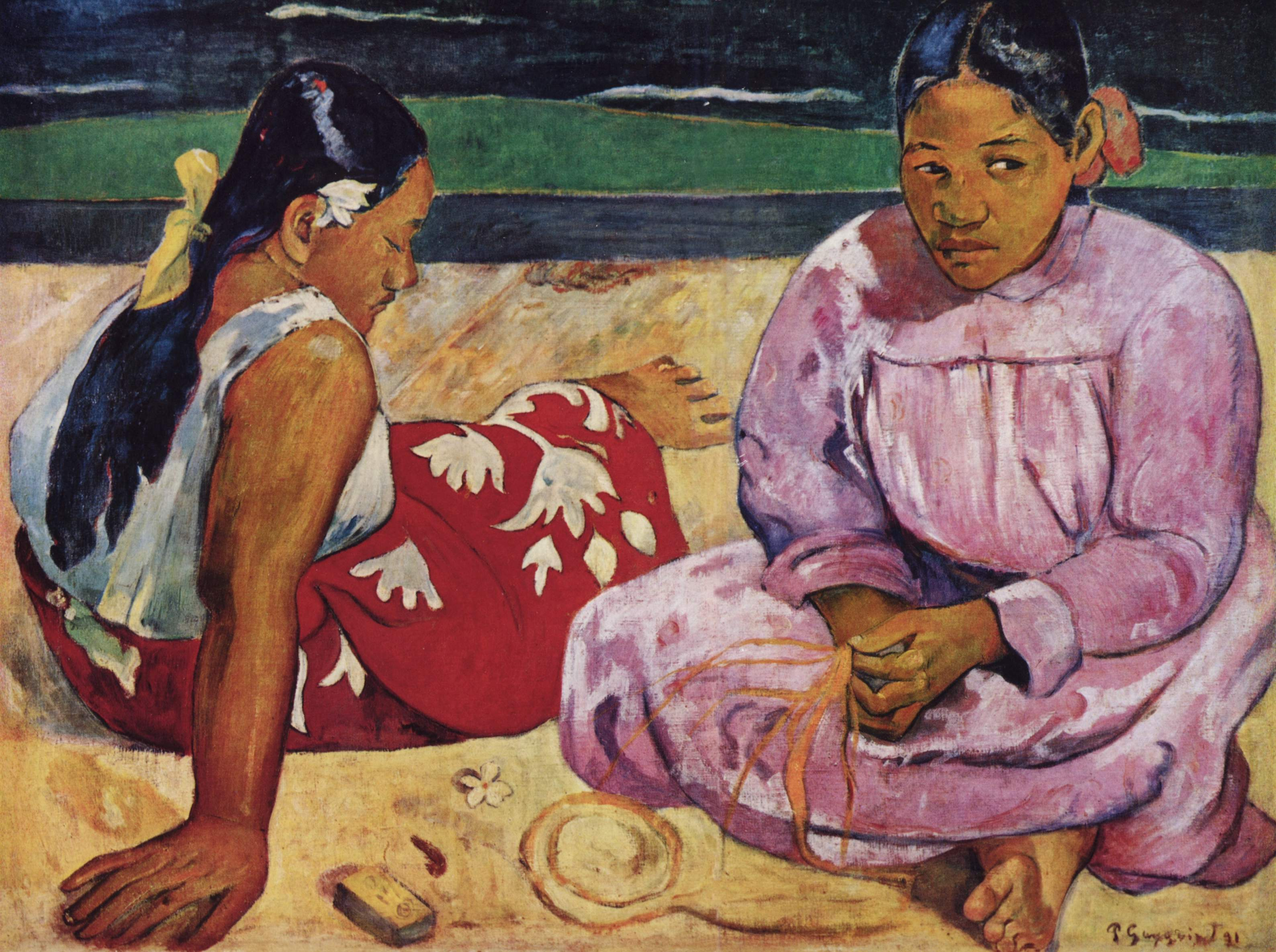
Sur la plage de Paul Gauguin.

- La Compagnie de Santa Barbara de Ramón Martí Alsina,
- Bal du moulin de la Galette de Ramon Casas,
- Les Peupliers, trois arbres roses, automne de Claude Monet,
- Circé offrant la coupe à Ulysse de John William Waterhouse,
- Les Cosaques zaporogues écrivant une lettre au sultan de Turquie d'Ilia Répine,
- Le Travail interrompu de William Bouguereau.

## Naissances
- 2 janvier : Constant Detré, peintre français († 10 avril 1945),
- 3 janvier : René Fontayne, peintre et dessinateur français († 17 septembre 1952),
- 20 janvier :
  - Auguste Clergé, peintre, lithographe, illustrateur, décorateur de théâtre, acteur de théâtre, trapéziste, clown, fresquiste et graveur français († 2 septembre 1963),
  - Ernest Heber Thompson, peintre, graveur et professeur d'art néo-zélandais († 13 avril 1971),
- 22 janvier : Moïse Kisling, peintre français d'origine polonaise († 29 avril 1953),
- 28 janvier : Laurence Vail, romancier, poète, peintre et sculpteur français († 16 avril 1968),
- 4 février : Celso Lagar, peintre, sculpteur et lithographe espagnol († 6 septembre 1966),
- 12 février : Marcel Leprin, peintre français († 27 janvier 1933),
- 16 février : Paul Albert Mathey, peintre suisse († 24 septembre 1972),
- 20 février : Maurice Duhaupas, peintre français († 6 août 1971),
- 28 février : Lucien Vogt, peintre et dessinateur américain († 1968),
- 4 mars : Charles Humbert, peintre, illustrateur et bibliophile suisse († 30 mars 1958),
- 6 mars : Paul Jean Hugues, peintre français († 4 décembre 1972),
- 7 mars :
  - Jacob Balgley, peintre et graveur russe († 14 juin 1934),
  - Isaac Dobrinsky, peintre français († 5 janvier 1973),
- 11 mars : Max Kaus, peintre allemand († 5 août 1977),
- 12 mars : Hermann Stenner, peintre allemand († 5 décembre 1914),
- 15 mars : Étienne Cournault, peintre, graveur et décorateur français († 24 mai 1948),
- 18 mars : Joseph Sima, peintre français d'origine austro-hongroise et tchécoslovaque († 24 juillet 1971),
- 21 mars : Jean Souverbie, peintre et décorateur de théâtre français († 6 novembre 1981),
- 24 mars : Charley Toorop, peintre néerlandaise († 5 novembre 1955),
- 26 mars : Konstantin Roudakov, graphiste et enseignant russe puis soviétique († 1949),
- 2 avril : Max Ernst, peintre et sculpteur français d'origine allemande († 1er avril 1976),
- 4 avril : Virgilio Guidi, peintre et essayiste italien († janvier 1984),
- 14 avril :
  - Henri de Maistre, peintre français († 16 juillet 1953),
  - Zawado, peintre polonais († 15 novembre 1982),
- 15 avril : Pierre Matossy, peintre, graveur et affichiste français († 25 août 1969),
- 23 avril : Léon Sabatier, peintre français († 2 octobre 1965),
- 28 avril : Nathalie Kraemer, peintre française († 22 décembre 1943),
- 7 mai : Fritz Pauli, peintre suisse († 3 septembre 1968),
- 13 mai : Zofia Stryjeńska, peintre polonaise († 28 février 1976),
- 23 mai : Étienne Le Rallic, dessinateur, illustrateur et auteur de bandes dessinées français († 3 novembre 1968),
- 26 mai : Vladimir Vassilievitch Lebedev, peintre et graphiste russe puis soviétique († 21 novembre 1967),
- 6 juin : Kunitarō Suda, peintre japonais († 16 décembre 1961),
- 11 juin : Adolfo Best Maugard, peintre, réalisateur et scénariste mexicain († 25 août 1964),
- 13 juin : Louis Saalborn, réalisateur, acteur, peintre et musicien néerlandais († 18 juin 1957),
- 19 juin : John Heartfield, photographe et peintre allemand († 26 avril 1968),
- 20 juin : Jean Pierné, peintre et illustrateur français († 16 septembre 1974),
- 23 juin : Ryūsei Kishida, peintre japonais († 20 décembre 1929),
- 2 juillet :
  - Kōshirō Onchi, peintre et photographe japonais († 3 juin 1955),
  - Cipriano Efisio Oppo, peintre et homme politique italien († 10 janvier 1962),
  - Gontran Ranson, dessinateur, illustrateur et peintre français († 23 juin 1977),
- 6 juillet : Elisabetta Keller, peintre suisse († 19 février 1969),
- 8 juillet :
  - Pierre-Ludovic Dumas, peintre français († 8 mars 1973),
  - Raymond Moritz, peintre figuratif, illustrateur et fresquiste français († 12 avril 1950),
- 9 juillet : Hasegawa Toshiyuki, peintre japonais († 12 octobre 1940),
- 11 juillet : Louis Latapie, peintre et graveur français († 2 juillet 1972),
- 12 juillet : André Sauvage, cinéaste, réalisateur, écrivain et peintre français († 16 novembre 1975),
- 3 août : Florimond Météreau, peintre français († 8 décembre 1979),
- 5 août :
  - Charley Garry, peintre et affichiste français († 5 janvier 1973),
  - Pierre Guastalla, peintre, illustrateur, graveur sur cuivre, xylographe et lithographe français († 8 octobre 1968),
- 7 août : Wenceslas Pająk, peintre polonais († 14 octobre 1926),
- 9 août : Federico Seneca, dessinateur, affichiste et publiciste italien († 16 novembre 1976),
- 22 août :
  - André Dignimont, illustrateur, peintre et graveur français († 4 février 1965),
  - Chaim Jacob Lipchitz, sculpteur lituanien († 26 mai 1973),
- 23 août : Thérèse Lemoine-Lagron, peintre aquarelliste française († 30 mars 1949),
- 25 août : Alberto Savinio, écrivain, peintre et compositeur italien († 5 mai 1952),
- 30 août : Hélène Holzman, peintre allemande († 25 août 1968),
- 1er septembre : Joseph Zaritsky, peintre israélien († 30 novembre 1985),
- 5 septembre : José Luis Zorrilla de San Martín, sculpteur et peintre espagnol naturalisé uruguayen († 24 mai 1975),
- 8 septembre : Pierre Dubreuil, peintre et graveur français († 17 février 1970),
- 23 septembre : František Kupka, peintre austro-hongrois puis tchécoslovaque († 24 juin 1957),
- 27 septembre : Odette Bruneau, peintre et sculptrice française († 1984),
- 1er octobre : Rémy Duhem, peintre et avocat français († 20 juin 1915),
- 9 octobre : Raoul Dastrac, peintre français († 9 avril 1969),
- 17 octobre : Jacques Thévenet, peintre, graveur et illustrateur français († 5 avril 1989),
- 29 octobre : Louise Le Vavasseur, illustratrice et peintre française († 23 juin 1974),
- 14 novembre : Suzanne Morel-Montreuil, peintre, pastelliste, aquarelliste, dessinatrice et pédagogue française († 24 janvier 1983),
- 23 novembre : Alexandre Rodtchenko, peintre, sculpteur, photographe et designer russe († 3 décembre 1956),
- 30 novembre : Jean d'Espouy, peintre et aquarelliste français († avril 1921),
- 2 décembre : Otto Dix, peintre allemand († 25 juillet 1969),
- 4 décembre : Manuel Rodríguez Lozano, peintre mexicain († 27 mars 1971),
- 6 décembre :
  - Manuel Bruker, peintre, collectionneur et éditeur d'art français († 1979),
  - Étienne Gaudet, peintre, graveur et illustrateur français († 14 juillet 1963),
  - Karol Hiller, peintre, graphiste et photographe polonais († décembre 1939),
- 9 décembre : Kiyoshi Hasegawa, peintre et graveur japonais († 13 décembre 1980),
- 14 décembre : Józef Hecht, peintre et graveur polonais († 19 juin 1951),
- 25 décembre : Inshō Dōmoto, peintre japonais de l'école Nihonga († 5 septembre 1975),
- ? :
  - Marcel Amiguet, peintre et graveur suisse († 1958),
  - Maurice Bismouth, peintre franco-tunisien († 1965),
  - Jean Bouchaud, peintre français († 6 mai 1977),
  - Anna Devaux-Raillon, peintre française († 1968).

## Décès
- 14 janvier : Aimé Millet, sculpteur, graveur médailleur et peintre français (° 28 septembre 1819),
- 19 janvier :  Marie-Abraham Rosalbin de Buncey, peintre et dessinateur français (° 26 mars 1833),
- 27 janvier : Jervis McEntee, peintre américain (° 14 juillet 1828),
- 30 janvier : Charles Chaplin, peintre et graveur français d’origine anglaise (° 8 juin 1825),
- 31 janvier : Jean-Louis-Ernest Meissonier, peintre français (° 21 février 1815),
- 8 février : Jean-Achille Benouville, peintre français (° 15 juillet 1815),
- 9 février : Johan Barthold Jongkind, peintre aquarelliste et graveur néerlandais (° 3 juin 1819),
- 9 mars : Antonio Ciseri, peintre suisse (° 25 octobre 1821),
- 29 mars : Georges Seurat, peintre français (° 2 décembre 1859),
- 11 avril : Victor Monmignaut, peintre français (° 3 décembre 1819),
- 14 avril : Carlos Luis de Ribera y Fieve, peintre espagnol (° 1815),
- 1er mai : Antonín Chittussi, peintre austro-hongrois (° 1er décembre 1847),
- 31 mai : Anton Springer, historien et historien de l'art allemand († 13 juillet 1825),
- 1er juin : Léon Charles-Florent Moreaux, peintre français (° 7 mars 1815),
- 27 juillet : Adolphe Pierre Leleux, peintre et graveur français (° 15 novembre 1812),
- 31 juillet :
  - Jean-Baptiste Capronnier, peintre verrier belge d'origine française (° 1er février 1814),
  - Léon Germain Pelouse, peintre paysagiste français de l'École de Barbizon († 1er octobre 1838),
- 19 août : Theodor Aman, peintre et graveur roumain d’origine arménienne (° 20 mars 1831),
- 5 septembre : Jules-Élie Delaunay, peintre français (° 13 juin 1828),
- 11 septembre :  Théodule Ribot, peintre réaliste français (° 8 août 1823),
- 18 septembre : Georg Bottmann, peintre allemand (° 26 février 1810),
- 20 septembre : Narcisse Berchère, peintre et graveur français (° 11 septembre 1819),
- 19 octobre : Nicolò Barabino, peintre et mosaïste italien de l'école florentine (° 13 juin 1832),
- 27 novembre : Louis-Alexandre Dubourg, peintre français (° 27 février 1821),
- 17 décembre : Amos Cassioli, peintre italien (° 10 août 1832),
- 24 décembre :
  - Adeodato Malatesta, peintre italien (° 6 mai 1806),
  - Achille Oudinot, peintre paysagiste, impressionniste français (° 17 avril 1820),
- 28 décembre : Eugène Forest, peintre, lithographe, graveur et caricaturiste français (° 24 octobre 1808)